# Paul Laymann
Paul Laymann  (* 1575 in Arzl; † 13. November 1635 in Konstanz) war ein österreichischer Jesuit, der als einer der bedeutendsten Moraltheologen seiner Zeit gilt. Er war Beichtvater Ferdinand II. Bekannt ist er durch seine kritische Haltung gegenüber Hexenprozessen.

## Leben
Paul Laymann studierte in Ingolstadt ein Jahr lang Rechtswissenschaft. 1594 trat er in Landsberg in den Jesuitenorden ein. Nach seinem Noviziat lehrte er am Jesuitengymnasium in Dillingen. Nach Abschluss seines Studiums wurde er 1603 zum Priester geweiht und war bis 1609 Professor für Philosophie in Ingolstadt. Ab 1609 lehrte er in München Moraltheologie. 1625 wurde er der erste Professor auf dem neu eingerichteten Lehrstuhl für Kirchenrecht an der Universität Dillingen. 1632 floh er vor den Schweden nach Konstanz, wo er am 13. November 1635 an der Pest verstarb. 

## Werk
Sein Hauptwerk ist die fünfbändige Theologia moralis, die zwischen 1625 und 1748 in 32 Ausgaben erschien. Eine zusammen mit Antonius Goffar erarbeitete Kurzfassung (Theologiae moralis compendium) erschien 1631 und wurde bis 1760 neu aufgelegt. 1629 veröffentlichte er ein Werk zum Augsburger Religionsfrieden, das kurz darauf auch auf Deutsch erschien. Sein kirchenrechtliches Werk Jus canonicum wurde erst postum veröffentlicht.

## Schriften
- Theologia moralis in quinque libros distributa. München 1625. VD17 12:108384T (Digitalisat)
- Pacis compositio, seu dissertatio de compositione pacis inter Principes et Ordines Imperii Romani Catholicos et Augustanae Confessioni adhaerentes in Comitiis Augustae 1555. Dillingen 1629.  VD17 3:321678P (Digitalisat)
- Pacis compositio: das ist, außfürlicher und wolgegruendter Tractat von dem im Jahr 1555 auff dem Reichstag zu Augspurg ... auffgerichten Religion Frieden ... Dillingen 1630.  VD17 23:280224S (Digitalisat)
- Quaestiones canonicae de praelatorum ecclesiasticorum, electione, institutione et potestate ex libro I Decretalium. Dillingen 1629.  VD17 12:140899T (Digitalisat)
- Processus iuridicus contra sagas et veneficos, das ist, ein rechtlicher Proceß gegen die Unholden und Zauberische Personen ... Köln, 1629.  VD17 23:292678P (Digitalisat)
- Justa defensio Romani Pontificis, Augustissimi Caesaris, S. R. E. Cardinalium, Episcoporum, Principum et aliorum, demum minimae Societatis Jesu in causa monasteriorum exstinctorum et bonorum ecclesiasticorum contra quosdam a se ipsis delectos judice. Dillingen 1631.  VD17 23:307046R (Digitalisat)
- Jus canonicum. Dillingen Bd. [1]–2, 1663/66–1673 VD17 1:010335K (Digitalisat Bd. 1, Digitalisat Bd. 2)